# Sokół maltański (film)
Sokół maltański (ang. The Maltese Falcon) – amerykański film kryminalny z 1941 roku w reżyserii i do scenariusza Johna Hustona na podstawie powieści Dashiella Hammetta pod tym samym tytułem, z Humphreyem Bogartem i Mary Astor w rolach głównych. Film jest debiutanckim dziełem reżyserskim i scenopisarskim Johna Hustona.
Film o tytule Sokół maltański był nakręcony dwa razy: w 1931 i 1941 roku. Fabuła filmu jest zbliżona do innego filmu z 1936 roku pt. Satan Met a Lady, w reżyserii Williama Dieterle z Bette Davis i Warrenem Williamem w rolach głównych, a także wielu filmów, które się wzorowały na Sokole maltańskim. Wersja z 1941 roku jest powszechnie znana i uważana za klasyczny film hollywoodzki tamtego okresu kina. Sam Spade, wiecznie zmęczony szary człowiek, cyniczny idealista w kapeluszu i płaszczu, z nieodłącznym papierosem w ustach, stał się pierwowzorem wielu innych bohaterów filmowych, jak i literackich.
Obraz zdobył trzy nominacje do Oscara, w kategoriach: najlepsze zdjęcia, najlepszy aktor drugoplanowy i najlepszy scenariusz adaptowany. Był pierwszym filmem noir i należy do klasyki tego gatunku. Rola w tym filmie, a także w Casablance, uczyniła Humphreya Bogarta gwiazdą.
W 1989 roku film został jednym z pierwszych 25 filmów wprowadzonych do Narodowego Rejestru Filmowego Stanów Zjednoczonych jako „znaczących kulturowo, historycznie bądź estetycznie”.

## Fabuła

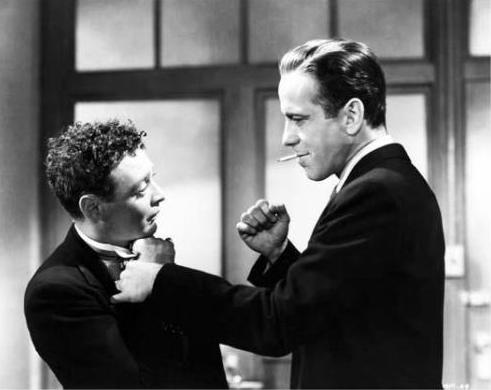
Scena z filmu

W biurze Samuela Spade’a i jego wspólnika Archera, prywatnych detektywów z San Francisco, zjawia się klientka i zleca im rozwiązanie banalnej, jak się wydaje, sprawy. Śledztwo prowadzi Archer i już pierwszej nocy zostaje zamordowany. Spade, pragnący wyjaśnić okoliczności śmierci współpracownika, bierze udział w niebezpiecznej grze, której reguł długo nie rozumie. Wokół niego pojawia się wiele dziwnych postaci, które łączy tylko jedno: obsesja zdobycia złotej statuetki, legendarnego sokoła maltańskiego.

## Obsada
- Humphrey Bogart jako Sam Spade
- Mary Astor jako Brigid O’Shaughnessy
- Lee Patrick jako Effie Perine
- Sydney Greenstreet jako Kasper Gutman
- Peter Lorre jako Joel Cairo
- Elisha Cook Jr. jako Wilmer Cook
- Gladys George jako Iva Archer
- Barton MacLane jako detektyw Dundy

## Nagrody i nominacje
| Nagroda                   | Kategoria                             | Nominowani         | Wynik     | Źródło |
| ------------------------- | ------------------------------------- | ------------------ | --------- | ------ |
| Nagroda Akademii Filmowej | Najlepszy aktor drugoplanowy          | Sydney Greenstreet | Nominacja | [ 4 ]  |
| Nagroda Akademii Filmowej | Najlepszy scenariusz adaptowany       | John Huston        | Nominacja | [ 4 ]  |
| Nagroda Akademii Filmowej | Najlepsze zdjęcia (film czarno-biały) | Arthur Edeson      | Nominacja | [ 4 ]  |